# Juan Trippe
Juan Terry Trippe (27. června 1899 – 3. dubna 1981) byl americký podnikatel a zakladatel Pan Am (Pan American World Airways). Narodil se v New Jersey, promoval v The Hill School v roce 1917 a poté studoval Yale University v roce 1921. Začínal pracovat na Wall Street, tato práce ho brzy přestala naplňovat. Po obdržení dědictví pracoval v New York Airways, letecké službě pro bohaté a mocné.

## Životopis
Spolu s některými bohatými přáteli z Yale, Trippe investoval do letecké linky jménem Colonial Air Transport. Zaujatý operováním v Karibiku Trippe vytvořil Aviation Company of the Americas. Společnost se sídlem na Floridě se stala nováčkem Pan Am. První let společnosti Pan Am se uskutečnil 28. října 1927, západně od Key West až do Hawany. Později Trippe koupil China National Aviation Corporation, poskytoval leteckou dopravu v Číně a stal se společníkem v Panagra. Ve třicátých letech se stal Pan Am první leteckou společností, která křížila Pacifik se slavnými hydroplány Clipper.
Trippe sloužil jako předseda a palubní velitel letecké linky. Pracoval tam dva roky, avšak poté přišla 2. světová válka a Trippe místo opustil. Akcionář Sonny Whitney nastoupil na místo po Trippeovi, ale Trippe se nakonec vrátil zpět. Juan to Whitneymu nemohl prominout dlouhou dobu. Jednou Trippe dokonce souhlasil, že se s Whitneyem setká a půjdou spolu na oběd ke smíření, ale krátce po opuštění své kanceláře v budově Chrysleru změnil názor a vrátil se do kanceláře.
Trippeova letecká společnost pokračovala expanzí po celém světě během 2. světové války.
Pan Am byla jedna z mála leteckých společností, které nebyly dotčeny válkou.
Trippe je zodpovědný za několik inovací ve světě letecké dopravy. Firma věřící v myšlenku na cestu letadlem pro všechny. Trippe je počítán jako otec turistické třídy v leteckém průmyslu. Trippe rychle rozpoznal příležitosti, které představovaly tryskové motory a objednal několik Boeingů 707 a letadla McDonnell Douglas DC-8. Pan Am byla první společnost, která měla let proudovým letadlem v říjnu 1958. Letěla 707 z Idlewild International Aiport (nyní JFK) do Paříže. Nová proudová letadla dovolila Pan Am představit levnější jízdné s více cestujícími.
V roce 1965 se Trippe potkal s kamarádem jménem Bill Allen, který pracoval u Boeingu, kde se produkovalo o hodně větší letadlo než 707. Výsledkem byl Boeing 747 a Pan Am byl první zákazník.
Trippe původně věřil, že 747 budou určeny na přepravu nákladu a byly by nahrazeny rychlejšími nadzvukovými letadly, která pak byla modernější. Nakonec výroba nadzvukových linkových letadel se nedokázala uskutečnit kromě Concorde a Tupolev Tu-144 a 747 se stal ikonickou představou o mezinárodním cestovním ruchu.
Trippe zanechal vedení firmy Pan Am v roce 1968. Dále však navštěvoval setkání správních rad a udržoval kancelář v budově na Park Avenue. Jeho první nástupce Harold Gray odešel z vedení do výslužby brzy poté, co onemocněl rakovinou. Najeeb Halaby, další předseda, byl příliš agresivní a impulsivní a mnoho ředitelů propustil. Generál William Seawell byl další předseda v řadě. Trippe zemřel během jeho funkčního období v Los Angeles v roce 1981 a je pohřben na hřbitově Green-Wood v Brooklynu, New York.
V roce 1985 mu byla in memoriam udělena medaile Svobody prezidentem Spojených států Ronaldem Reaganem.
Ačkoli je to neuvěřitelné, Juan Trippe byl z jedné půlky Kubánec a z druhé severní Evropan. Jmenoval se po kubánském nevlastním otci jeho matky. Údajně Juan Trippe neměl rád své jméno a dokonce zvažoval, že si ho změní. Tato myšlenka ho naštěstí opustila – zjistil totiž, že mu jeho jméno nese určité výhody při vyjednávání v latinské Americe, protože lidé si mysleli, že byl Hispánec.
Jeho manželka Elizabeth "Betty" Stettinius Trippe (1904–1983) byla sestra Edwarda Stettinia Jr., který pracoval jako tajemník pro dva prezidenty Spojených států Franklina D. Roosevelta a Herryho S. Trumana.
Elizabeth měla 4 děti Elizabeth ("Betsy"), John Terry, Charles White a Edward Stettinius Trippe.

## Zajímavosti
- Juan Trippe byl člen Saint Andrews Golf Club ve Skotsku.
- Jeho pradědeček byl poručík John Trippe, kapitán USS Vixen.
- Juan Trippe byl zobrazen Alecem Baldwinem ve filmu Martina Scorsese Letec (The Aviator).
- Juan Trippe byl prezident Maidstone Club in East Hampton, New York, od roku 1940 do roku 1944